# Iastrebino, Tărgoviște
Iastrebino (în bulgară Ястребино) este un sat în comuna Antonovo, regiunea Tărgoviște,  Bulgaria. 

## Demografie
Componența etnică a satului Iastrebino
     Romi (29,54%)
     Bulgari (70,45%)
     Nicio identificare (0%)
     Altele (0%)
La recensământul din 2011, populația satului Iastrebino era de 44 locuitori. Din punct de vedere etnic, majoritatea locuitorilor (70,45%) erau bulgari, cu o minoritate de romi (29,54%). Pentru 0% din locuitori nu este cunoscută apartenența etnică.